# Кена (приток Виледи)
Ке́на — река в России, протекает по Республике Коми и Архангельской области. Является правым притоком реки Виледь (бассейн Северной Двины).

## География
Устье реки находится в 219 км по правому берегу реки Виледь. Длина реки составляет 29 км, площадь водосборного бассейна — 254 км². Кена начинается на западе Сысольского района Республики Коми, близ границы с Архангельской областью. Течёт Кена, в основном, на запад по лесной, ненаселённой местности. В среднем течении входит на территорию Ленского района Архангельской области, по которому впоследствии и течёт. Течение довольно спокойное, падение и уклон невелики. Самый крупный приток — река Луч, впадает в Кену почти у устья.

## Данные водного реестра
По данным государственного водного реестра России относится к Двинско-Печорскому бассейновому округу, водохозяйственный участок реки — Вычегда от города Сыктывкар и до устья, речной подбассейн реки — Вычегда. Речной бассейн реки — Северная Двина.
Код объекта в государственном водном реестре — 03020200212103000024501.